# فئودور شوتکوف
فئودور شوتکوف (روسی: Фёдор Васильевич Шутков؛ ۱۵ فوریهٔ ۱۹۲۴ – ۱۸ دسامبر ۲۰۰۱) قایقران قایق بادبانی اهل اتحاد جماهیر شوروی سوسیالیستی بود.